# Colareț
Colareț – wieś w Rumunii, w okręgu Mehedinți, w gminie Tâmna. W 2011 roku liczyła 176 mieszkańców.